# Cantone di Chantonnay
Il Cantone di Chantonnay è una divisione amministrativa dell'arrondissement di Fontenay-le-Comte.
A seguito della riforma complessiva dei cantoni del 2014 è passato da 8 a 19 comuni.

## Composizione
Prima della riforma del 2014 comprendeva i comuni di:
- Bournezeau
- Chantonnay
- Rochetrejoux
- Saint-Germain-de-Prinçay
- Saint-Hilaire-le-Vouhis
- Saint-Prouant
- Saint-Vincent-Sterlanges
- Sigournais

Dal 2015 i comuni sono passati a 19, ridottisi poi a 16 dal 1º gennaio 2016 per effetto della fusione dei comuni di Boulogne, Les Essarts, L'Oie e Sainte-Florence per formare il nuovo comune di Essarts en Bocage:
- Le Boupère
- Bournezeau
- Chantonnay
- Essarts en Bocage
- La Ferrière
- Fougeré
- La Merlatière
- Rochetrejoux
- Saint-Germain-de-Prinçay
- Saint-Hilaire-le-Vouhis
- Saint-Martin-des-Noyers
- Saint-Prouant
- Saint-Vincent-Sterlanges
- Sainte-Cécile
- Sigournais
- Thorigny